# Егоршина, Наталья Алексеевна
Наталья Алексеевна Егоршина (28 декабря 1926 года, Самара, РСФСР, СССР — 6 февраля 2010 года, Москва, Россия) — советский и российский художник, член-корреспондент Российской академии художеств (2001). Жена советского живописца Н. И. Андронова (1929—2008).

## Биография
Родилась 28 декабря 1926 года в Самаре в семье военного врача.
В 1945 году окончила с золотой медалью среднюю школу и поступила в Ленинградский институт живописи, скульптуры и архитектуры имени И. Е. Репина на архитектурный факультет. В 1947 году перевелась на живописный факультет, который окончила в 1953 году. Учителями её были живописцы В. М. Орешников и А. А. Мыльников.
С 1960 года — член Союза художников СССР, участник многих московских, всесоюзных и международных выставок.
Наиболее значимые работы — витражи в банкетном зале гостиницы «Жемчужина» в Сочи, в ритуальных залах ЦКБ в Москве, в вестибюле конференц-зала НИИ урологии в Москве.
Её работы представлены в Государственной Третьяковской галерее, Государственном Русском музее, во многих художественных музеях России и СНГ, в Музее Людвига в Кёльне и в частных коллекциях США и Европы.
Умерла 6 февраля 2010 года в Москве. Похоронена на Введенском кладбище города Москвы